# شمشیر آسمانی (فیلم)
«شمشیر آسمانی» (انگلیسی: Heavenly Sword (film)) یک فیلم است که در سال ۲۰۱۴ منتشر شد.